# Monte Emilius
Monte Emilius je hora ležící v pohoří Grajské Alpy v severní Itálii (autonomní oblast Aosta). Je zároveň nejvyšším štítem severní části pohoří. Vrchol je charakteristický svým skalnatým tvarem téměř pravidelné pyramidy. Ze severní strany ho obklopují dva menší ledovce (Ghio. d'Arpisson a Ghio.d'Laures).

## Geografie
Hora převyšuje blízké, na severní straně položené údolí Aosta o takřka 3 km. Štít tak tvoří výraznou kulisu městu Aosta. Monte Emilius je nejvyšším vrcholem stejnojmenné skupiny a tvoří tak spolu s vrcholy Becca di Nona (3 142 m), Gran Rouése (3 357 m), Punta Rossa (3 401 m), Punta di Leppe (3 305 m) a Punta della Valletta (3 090 m) skalnatý protipól blízko ležící zaledněné skupině Gran Paradiso.

## Vodstvo
Masiv Emilia je velmi bohatý na vodní zdroje a ledovcová jezírka. Jedny z největších jsou Lago Inferiore (2 542 m), Lago Lungo (2 632 m), Lago Superiore (2 787 m), Lago Gelato (3 000 m), Lago Arbole (2 485 m) a kaskáda 4 jezer na jihu masivu Laghi di Lussert (2 721 - 2 907 m). Zřejmě nejnavštěvovanějším jezerem je malé Lago di Chamole (2 350 m) pod severní stěnou Punta Rossa, podél kterého probíhá výstupová cesta k chatě Riugio Arbole. V zdejších horách pramení několik říček a potoků jako např. T. Arpisson, Rio Lussert, T. Clavalité a jiné.

## Turismus
K vrcholu Monte Emilius se lze dostat mnoha stezkami, kterými je zdejší oblast doslova protkána. Všechny se však spojují do jedné v sedle Passo Tre Cappuccini (3 241 m), odkud vede k vrcholu značená cesta přes skalní bloky a po jihovýchodním rameni vystupuje k vrcholu se soškou madony.
Opěrnými body pro výstupy v oblasti mohou být např. velké lyžařské střadisko Pila (1 790 m) ležící západně od vrcholu Monte Emilius, obec Brissogne (841 m) na severu masivu nebo dolina Fenis na samém západě skupiny.
Severně nad obcí Charvensod je po cestě z Aosty do Pily kemp sloužící také jako výchozí bod pro turisty.
Nejdůležitějšími turistickými chatami a bivaky jsou:
- Rifugio Arbole (2 510 m) (Monte Emilius)
- Bivak Grauson (2 540 m) (Monte Grauson)
- Bivak Federigo (2 907 m) (Monte Emilius, Becca di Nona)